# Dolany, Pardubice
Dolany là một làng thuộc huyện Pardubice, vùng Pardubický, Cộng hòa Séc.